# Prawnik z lincolna (serial telewizyjny)
Prawnik z lincolna (The Lincoln Lawyer) – amerykański serial telewizyjny o tematyce prawniczej stworzony przez Davida E. Kelleya i opracowany przez Teda Humphreya na podstawie książek Michaela Connelly’ego z serii Prawnik z lincolna. W rolach głównych Manuel Garcia-Rulfo wciela się w Mickeya Hallera –  obrońcę z Los Angeles, który jeździ samochodem Lincoln Navigator z szoferem. W obsadzie występują także Neve Campbell, Becki Newton, Jazz Raycole, Angus Sampson i Christopher Gorham.
Pierwszy sezon powstał na podstawie powieści Connelly’ego z 2008 roku The Brass Verdict (pol. wyd. Ołowiany wyrok), będącej kontynuacją jego powieści Prawnik z lincolna. Premiera odbyła się 13 maja 2022 roku w serwisie Netflix. Otrzymał pozytywne recenzje od krytyków. W czerwcu 2022 roku wydany został drugi sezon serialu. Opiera się on na powieści Connelly’ego z 2011 roku The Fifth Witness (pol. wyd. Piąty świadek) – czwartej książce z serii The Lincoln Lawyer. Drugi sezon był publikowany w dwóch częściach. Pierwsza część została wydana 6 lipca, a druga 3 sierpnia 2023 roku.